# 宇宙船地球号操縦マニュアル
『宇宙船地球号操縦マニュアル』（うちゅうせんちきゅうごうそうじゅうマニュアル、英: Operating Manual for Spaceship Earth）は、1968年にアメリカで出版されたバックミンスター・フラーによる書籍。ワシントンD.C.のショアハムホテル（en:Omni_Shoreham_Hotel）で開催された米国計画家協会の設立50周年記念大会での1967年10月16日の講演に基づく。本書では地球を宇宙を飛ぶ宇宙船になぞらえる。この宇宙船は資源が限られ、外からの供給がない。
日本語訳は1972年（『宇宙船「地球」号―フラー人類の行方を語る』東野芳明訳、ダイアモンド社）、1985年（『宇宙船「地球号」操縦マニュアル』東野芳明訳、西北社）、および2000年（芹沢高志訳、ちくま学芸文庫）に刊行された。

## 参照
- 宇宙船地球号
- クリティカルパス (書籍)